# Koncentrat pomidorowy

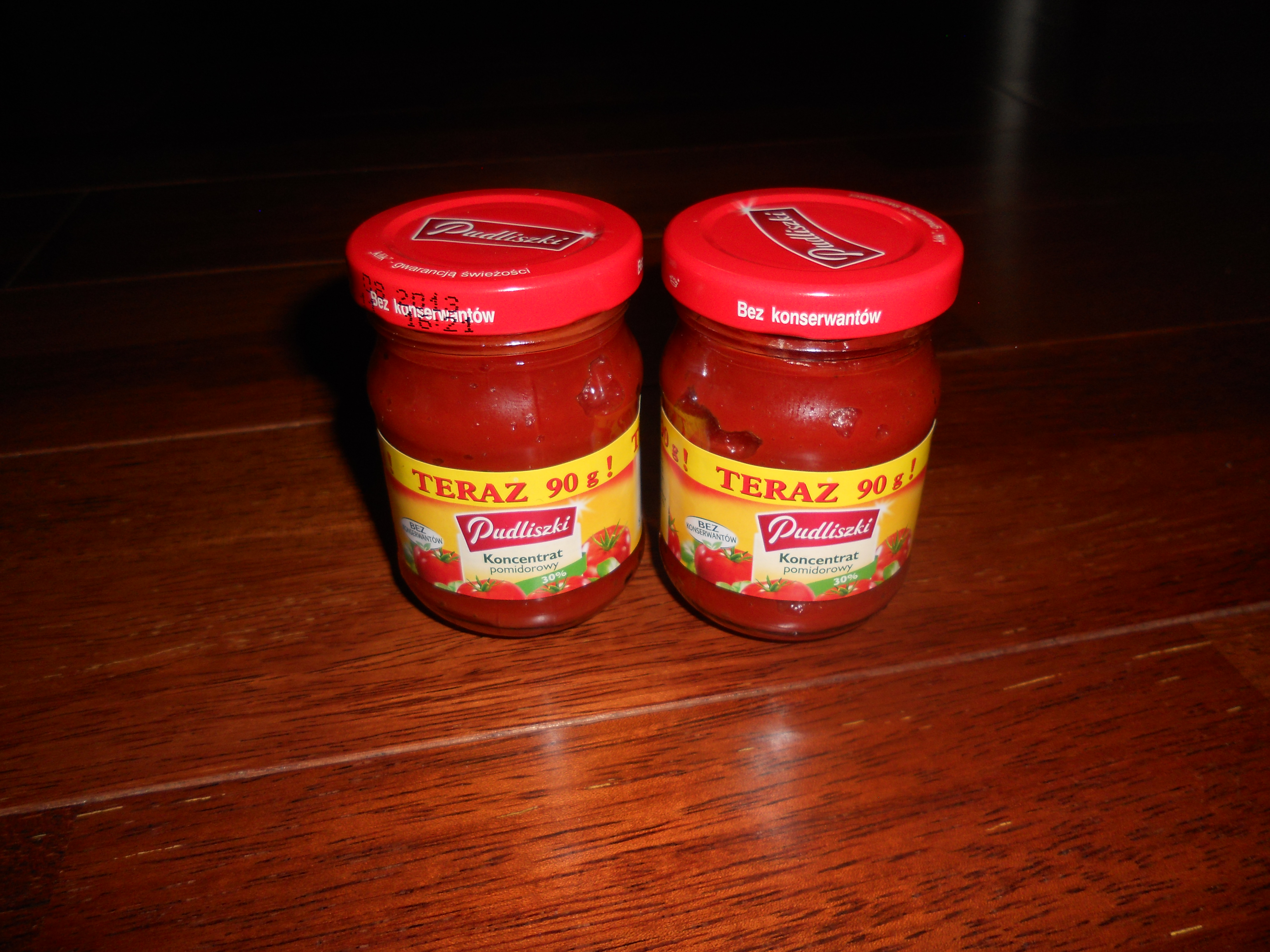
Koncentrat pomidorowy Pudliszki

Koncentrat pomidorowy – produkt spożywczy będący częściowo odwodnionym przecierem pomidorowym, pasteryzowany w celu utrwalenia go i przedłużenia daty ważności. Jest używany głównie do sporządzania zup, sosów czy też dań głównych. Koncentrat pomidorowy zachowuje cechy i składniki świeżych pomidorów.
Zależnie od stopnia zagęszczenia wyróżnia się cztery typy koncentratu pomidorowego:
- o zawartości 12% ekstraktu,
- o zawartości 20% ekstraktu,
- o zawartości 30% ekstraktu,
- o zawartości 40% ekstraktu.

Powyżej 30% ekstraktu nazywany jest pastą pomidorową. Do koncentratu mogą być dodawane przyprawy smakowe, aromaty lub warzywa, co jednak powinno być zaznaczone na etykiecie.